# Gradötzkogel
Gradötzkogel är en bergstopp i Österrike.   Den ligger i distriktet Lienz och förbundslandet Tyrolen, i den centrala delen av landet. Toppen på Gradötzkogel är 3 063 meter över havet.
Den högsta punkten i närheten är Muntanitz, 3 232 meter över havet, norr om Gradötzkogel. Närmaste större samhälle är Matrei in Osttirol, 7,5 km sydväst om Gradötzkogel.
I omgivningarna runt Gradötzkogel växer i huvudsak kala bergstoppar.